# Ságvár
Ságvár là một thị trấn thuộc hạt Somogy, Hungary. Thị trấn này có diện tích 38,44 km², dân số năm 2010 là 1851 người, mật độ 48 người/km².